# Carlos Massad
Carlos Alberto Massad Abud (Santiago, 29 de agosto de 1932) es un ingeniero comercial y político chileno de ascendencia libanés. Licenciado en ciencias económicas de la Universidad de Chile, Master of Arts de la Universidad de Chicago y Ph.D. candidato (1964) de esa misma casa de estudios.
Fue presidente del Banco Central de Chile durante dos periodos, así como ministro de Estado en el Gobierno de Eduardo Frei Ruiz-Tagle.

## Primeros años
De origen libanés, es hijo de Rafael Massad y de María Abud. Se formó en el Internado Nacional Barros Arana de la capital. Estudió ingeniero comercial y licenciado en ciencias económicas de la Universidad de Chile (1954, graduado con la máxima distinción), Master of Arts de la Universidad de Chicago (1958) y Ph.D. candidate (1964) de esa misma casa de estudios.

### Matrimonio e hijos
Se casó con María Lidia Guzmán Iturra en 1956 y tuvo cinco hijos: María Lily, Carlos, Patricia, Paulina e Isabel Margarita.
Enviudó el 18 de septiembre de 2020.

## Carrera política y profesional

### Inicios
Fue vicepresidente del Banco Central de Chile entre 1964 y 1967, y presidente de la institución desde 1967 hasta 1970.
También fue director del Instituto de Economía de la Universidad de Chile (1959-1964) y director ejecutivo del Fondo Monetario Internacional (1970-1974).
Entre 1974 y 1992 desempeñó diversos cargos en la Comisión Económica para América Latina (Cepal), organismo dependiente de las Naciones Unidas, entre ellos el de consultor, coordinador de proyectos y secretario ejecutivo adjunto. Después fue consultor y miembro del Consejo de Evaluación de Investigaciones Económicas en el Banco Mundial (1978-1981).
En 1982 fue encargado reo por fraude contra el Banco de Talca —del que era su presidente—, junto a Sebastián Piñera y Emiliano Figueroa Sandoval. El proceso, causa rol n.º 99.971, comenzó por requerimiento fiscal por infracción a la Ley de Bancos, pues los implicados, a través de una asesora externa, cobraban millonarias sumas al banco, y, como directivos, habrían prestado importantes recursos a empresas de papel fundadas por ellos mismos, reinvirtiendo el dinero en el banco, capitalizando de manera ficticia a la entidad. Sus abogados recurrieron ante la Corte de Apelaciones, presentando el 3 de septiembre de 1982 un recurso de amparo, que fue rechazado. Luego recurrieron a la Corte Suprema, la que acogió su recurso, sobreseyéndolos del caso el 20 de septiembre de 1982.

### Gobiernos de la Concertación
Fue presidente ejecutivo de la «Fundación Eduardo Frei Montalva» hasta 1994. Ese año fue nombrado ministro de Salud por Eduardo Frei Ruiz-Tagle, cargo que tradicionalmente ha sido ocupado por médicos y que dejó en 1996 para asumir nuevamente la presidencia del Banco Central.
Nominado por Frei tras la renuncia de Roberto Zahler, debió enfrentar el primer rechazo que el Senado de Chile realizaba a una designación de ese tipo luego del retorno a la democracia (21 en contra vs 20 a favor). No obstante, su nombre volvió a ser presentado a la Cámara Alta, logrando en la segunda oportunidad los votos requeridos para ser consejero (23 votos a favor, dos en contra y una abstención).
Su mandato expiraba en diciembre de 1997, pero el presidente Frei Ruiz-Tagle lo propuso para un nuevo periodo, el cual debía finalizar en 2007. Hasta ese momento el mayor problema enfrentado por Massad había sido la crisis asiática, la cual derivó en una contracción de la economía y una fuerte alza del desempleo en el país andino.
Críticos del desempeño de Massad señalan que el manejo de la crisis y las decisiones que se tomaron estuvieron radicadas en un círculo excesivamente cerrado, formado esencialmente por él, el ministro de Hacienda, Eduardo Aninat, y los consejeros de la entidad monetaria, Manuel Marfán, Pablo Piñera y Jorge Marshall. Las discusiones no tenían lugar en los consejos formales del BC, sino más bien en las reuniones de trabajo informales que se sucedían para ir analizando los acontecimientos. En ese contexto, la opinión de los equipos técnicos pasó a un segundo plano y muchas decisiones llegaron hasta el seno del Consejo sólo para ser ratificadas.
Massad debió dejar el cargo en medio del escándalo desatado con el holding Inverlink en la primera mitad de 2003. Su responsabilidad, se argumentó, residía principalmente en haber elegido para secretaria a Pamela Andrada, mujer que, violando los principios de lealtad más básicos, sustrajo información desde su computador para luego reenviarla a Inverlink.
Desde 2004 a 2009 se desempeñó como director del banco CorpBanca, del grupo Saieh. Ello, pese a que tras salir del BC su decisión era evitar las asesorías económicas. Por ello se había integrado a la Fundación de los Sagrados Corazones, dos instituciones de los monjes trapenses y también del Colegio Árabe.

## Actividad académica
Ha realizado además actividades como profesor de macroeconomía en la Universidad de Los Andes (1993), profesor del Departamento de Economía de la Universidad de Santiago (1982-1990), profesor invitado en el Departamento de Economía de la Universidad de California, Los Ángeles (1988) y profesor de la Escuela de Economía de la Universidad de Chile (1960 y 1981).

## Obras
Massad tiene numerosas publicaciones entre las cuales se destacan:
- Macroeconomía, 1979
- Análisis económico: Introducción a la microeconomía, 1986
- Sistema financiero y asignación de recursos: experiencias latinoamericanas y del Caribe, 1990
- Elementos de economía: Introducción al análisis económico, 1993
- Acercar la salud a la gente. Selección de discursos, 1995
- Macroeconomía en un mundo interdependiente, 2000.
- Mis clases de Economía...y algo más, 2013.
- Economía para Todos, publicación del Banco Central de Chile.

## Reconocimientos
- 2013: Doctor honoris causa, por la Universidad San Sebastián.[30]